# Філомел (династ)
Філомел — представник впливового роду, який у державі Селевкідів певний час управляв центральною та південною частинами Фригії.
У 189 р. до н. е. римський консул Гней Манлій Вульсон виступив у похід проти галатів. При цьому він проклав маршрут через Пісідію та Фригію, де здійснював збір коштів з окремих міст. Невдовзі після вступу до Пісідії до римлян прибули посли міста Ісінда, що лежало в південно-західній частині цієї області. Вони просили захисту від іншого пісідійського міста Термесс, яке у спілці з Філомелом облягало Ісінду та було близьке до її здобуття. Манлій примусив термессійців зняти облогу та сплатити значну суму.
Сучасні дослідники припускають, що згаданий у цій оповіді Філомел відносився до роду Лісіадів, що в державі Селевкідів виступали як залежні правителі (династи) частини Фригії. Ймовірно, він був сином династа Лісія, про діяльність якого є кілька звісток із 220-х років до н. е. та котрий був сином Філомела, якого в свою чергу вважають сином полководця Селевка I Лісія.
Можливо також відзначити, що вже після втрати сирійським царством Малої Азії (закріплено мирним договором 188 р. до н. е.) відзначена ймовірна діяльність роду Лісіадів в інших володіннях Селевкідів, зокрема, проти повсталих юдеїв діяв полководець Лісій.